# Са, Эммануил
Эммануил Са (порт. Manoel de Sá, 1530—1596) — португальский богослов, иезуит; трудился над изданием латинского перевода Библии. Богословские его труды: «Scholia in quatuor Evangelia» (1596), «Notationes in totam sacram Scripturam» (1598) и «Aphorismi confessariorum» (Дуэ, 1627), в которых он излагал самые смелые антимонархические идеи. Большинство из них не было пропущено цензурой.
- Aphorismi Confessariorum
- Scholia in Quatuor Evangelia